# اووروچ
شهر اووروچ (به روسی: Овруч) در استان ژیتومیر در کشور اوکراین واقع شده‌است. جمعیت این شهر ۱۷٬۰۳۱ نفر است.